# Yvette (Maupassant)
Yvette is een in 1885 gepubliceerde novelle van de Franse schrijver Guy de Maupassant. Yvette is een herschrijving van De Maupassants verhaal Yveline Samoris uit 1882.

## Synopsis
De heldin probeert zelfmoord te plegen wanneer ze beseft dat ze het risico loopt een 'demi-mondaine' te worden zoals haar moeder, de pseudo-markiezin Obardi.

## Personages
De vier hoofdpersonen in Yvette zijn: markiezin Obardi, haar dochter Yvette, hertog Jean de Servigny en baron Léon Saval.

## Nederlandse vertalingen
Guy de Maupassant, Yvette, Amsterdam, 1957 (vert. Adriaan Morriën). In 1903 was al een eerdere, door Cortazzo geïllustreerde vertaling verschenen bij A.W. Bruna & Zoon te Utrecht, waarvan de vertaler onbekend is.

## Verfilmingen
De roman is in de eerste helft van de twintigste eeuw verschillende malen verfilmd, in 1917 door Victor Tourjansky (RUS) (Yvette), in 1928 door Alberto Cavalcanti (F) (Yvette) en in 1938 door Wolfgang Liebeneiner (D) (Yvette, die Tochter einer Kurtisane) en in 1975 door Francisco Lara Polop (E) (El vicio y la virtud). In 1971 verscheen een televisiefilm van Jean-Pierre Marchand (F) (Yvette) en in 2011 maakte Yvette deel uit van de serie Chez Maupassant van Olivier Schatzky (F) (seizoen 3, aflevering 3).